# Szakály Márta
Szakály Márta (Hévíz, 1934. március 31. –) Kossuth- és Jászai Mari-díjas magyar színpadi- és bábszínésznő.

## Életpályája
1953-ban végezte el a Színház- és Filmművészeti Főiskolát. 1962-ig a győri Kisfaludy Színház tagja volt, a társulat bábszínházában is közreműködött. 1962-ben az Állami Bábszínházhoz szerződött, 1992-től a jogutód Budapest Bábszínház tagja. A Bábszínképző Tanfolyamon és a Színház- és Filmművészeti Egyetemen tanít.

## Színpadi szerepek
| - Friedrich Schiller: Don Carlos....Mondecar - Mikszáth Kálmán: Egy éj az aranybogárban....Erzsa szolgálólány - Gogol: A revizor....Korobkinné - William Shakespeare: Szentivánéji álom....Heléna - Lehár Ferenc: A víg özvegy....Olga | - Petőfi Sándor: János vitéz - Hans Christian Andersen: Csengetyűs fazék (Koldus herceg) - Móra Ferenc: Csalavári Csalavér - Takács Irma: Kerek kő - Takács Irma: Aranyszőrű bárány |

### Állami Bábszínház
- Vörösmarty Mihály: Csongor és Tünde … Ledér
- Shakespeare: Szentivánéji álom … Titánia
- Bartók Béla–Szilágyi Dezső: A fából faragott királyfi … Királylány
- A csodálatos mandarin … lány
- Lyman Frank Baum: Óz, a nagy varázsló … Dorka
- Tamara Gabbe: Hamupipőke … címszerep, mostoha
- Koczogh Ákos: Kalevala - Észak fiai … Louhi
- Fehér Klára: Kaland a Tigris bolygón … Marika
- Tersánszky Józsi Jenő: Misi mókus vándorúton … Muci
- Szilágyi Dezső: Háry János … Mária Lujza
- Rudyard Kipling–Balogh Géza: A dzsungel könyve … Ká
- Mi újság a Futrinka utcában? … Cicamica
- Shakespeare: A vihar … Miranda
- Bertolt Brecht: A kispolgár hét főbűne … Anna II. és a főbűnök démona
- Bánky Róbert: Gömbök és kockák
- Samuel Beckett: Jelenet szöveg nélkül I. (A és B úr)
- Samuel Beckett: Jelenet szöveg nélkül II. (Szomjúság)
- Szilágyi Dezső: Aventures
- Urbán Gyula: La Campanella
- Urbán Gyula: Szerelmi álmok
- Kasperl majombőrben … Grétel, Kasperl felesége
- Meglopott tolvajok … Madeleine, Guignol felesége
- Petruska házasodik … Levkádja, Petruska menyasszonya
- Karinthy Frigyes: A cirkusz
- Szilágyi Dezső: La Valse
- Szilágyi Dezső: Klasszikus szimfónia
- Svarc: A sárkány … Kandúr és iskolásgyerek
- Friedrich Dürrenmatt: Angyal szállt le Babilonban … Munkásfeleség
- Gernet: Aladdin csodalámpája … Bundur hercegnő
- Szilágyi Dezső: Cantata Profana
- Móra Ferenc: Csalavári Csalavér … Mókus, a kulcsár
- Askenazy: Ellopták a holdat! … Őfényessége, a Holdvilág
- Hegedűs Géza–Kardos G. György: Fehérlófia
- Beszterczei János–Füsi József: Hüvelyk Matyi … Királylány
- Weyrauch: A japán halászok
- Vargha Balázs: Jeles napok
- Balogh Géza: Két arckép … A lány
- Tatay Sándor: Kinizsi Pál … Apród
- Hárs László: Ludas Matyi … Rébék cigányasszony
- Tersánszky Józsi Jenő: Misi Mókus újabb kalandjai … Cinci, egér
- Jékely Zoltán–Szilágyi Dezső: Pagodák hercege … Rózsa hercegnő
- Benois: Petruska … Dajka, Táncosnő, Céllövöldés
- Szilágyi Dezső: Rámájana … Kajkéji királyasszony, Máricsa ráksaszi
- Benedek András: Százszorszép … Százszorszép királykisasszony
- Ignácz Rózsa: Tündér Ibrinkó … Mári
- Bródy Vera–Koós Iván: A tűzmadár

### Budapest Bábszínház
- Békés Pál: A kétbalkezes varázsló … Lanolin, Antenna
- Urbán Gyula: Karnevál
- Mogyeszt Petrovics Muszorgszkij: Egy kiállítás képei
- Michael Ende: Ármányos puncs-pancs … Tyranja Vámpiri, pénzboszorka
- Lázár Ervin: Árgyélus királyfi … Dada
- Szilágyi Andor: Kelekótya Jonathán … III. Hamrágicsa
- Roald Dahl: Szofi és a Habó … Az angol királynő
- Benedek Elek: Leander és Lenszirom … Bölömbér Kerálné
- Urbán Gyula: Párnamesék … Eulália, a párna
- Madách Imre: Az ember tragédiája
- Grimm fivérek: A brémai muzsikusok … Macska

## Filmjei

### Tévéfilmek
- Timur és csapata (1960) – Svetlana

### Bábfilmek
- Mi újság a Futrinka utcában? (1964) (hang)
- Torzonborzka (1968) (hang)